# The Weeknd
Э́йбел Макко́нен Те́сфайе (англ. Abel Makkonen Tesfaye; род. 16 февраля 1990 года, Торонто, Онтарио, Канада), также известный как The Weeknd, — канадский певец, автор песен и актёр. Наиболее известен своим теноровым вокальным диапазоном, мрачной лирикой и альтернативным R&B-звучанием. Обладатель множества музыкальных наград, в том числе четырёх премий «Грэмми», двадцати премий Billboard Music Awards, восьми премий American Music Awards и трёх премий MTV Video Music Awards.
Эйбел родился и вырос в Торонто, провинция Онтарио, и начал свою карьеру в 2009 году, анонимно публикуя музыку на YouTube. Два года спустя он стал соучредителем звукозаписывающего лейбла XO и выпустил микстейпы «House of Balloons», «Thursday» и «Echoes of Silence», которые получили признание за свой альтернативный R&B-звук, а также за таинственный образ артиста. В 2012 году он подписал контракт с Republic Records и переиздал микстейпы в сборнике «Trilogy». Позже Тесфайе выпустил свой дебютный студийный альбом «Kiss Land» (2013), который дебютировал на второй строчке американского Billboard 200. После его выхода Эйбел начал вносить свой вклад в саундтреки к фильмам, а его нашумевший сингл «Earned It» из фильма «Пятьдесят оттенков серого» (2015) получил премию «Грэмми» за лучшее R&B-исполнение и был номинирован на премию «Оскар» за лучшую оригинальную песню к фильму.
Певец снискал критический и коммерческий успех своим вторым студийным альбомом «Beauty Behind the Madness» (2015), который занял первое место в США, содержал синглы «Can't Feel My Face» и «The Hills», возглавившие американский чарт Billboard Hot 100. Альбом принёс музыканту статуэтку «Грэмми» в номинации «Лучший альбом в жанре городской современной музыки» и был представлен в номинации «Альбом года». Тесфайе начал сочетать свой фирменный альтернативный R&B-звук с более поп-ориентированным подходом и стал считаться звездой мирового масштаба. Его третий студийный альбом «Starboy» (2016), наполненный композициями в жанрах поп, трэп и R&B, имел аналогичный коммерческий успех и включал одноимённый сингл номер один в США, получил премию «Грэмми» за лучший альбом в жанре городской современный музыки. 
Четвёртый студийный альбом «After Hours» (2020) получил широкое признание критиков, в него вошел сингл «Blinding Lights», который установил рекорд чарта BIllboard Hot 100, пробыв 90 недель в топ-10, а также синглы номер один в США «Heartless» и «Save Your Tears». Тесфайе начал исследовать танцевальную поп-музыку, что привело к выпуску пятого альбома «Dawn FM» (2022), включавшего сингл «Take My Breath», вошедший в десятку лучших в США. В 2023 году он стал соавтором и исполнителем главной роли в драматическом сериале от HBO «Кумир», который вызвал бурные обсуждения и был воспринят критиками как провал. Его шестой студийный альбом «Hurry Up Tomorrow» (2025) породил сингл «Timeless», дебютировавший в тройке лучших в Billboard Hot 100. Следом за альбомом был выпущен одноименный фильм, подвергшийся резкой критике. 
The Weeknd является одним из самых продаваемых музыкальных исполнителей в мире с более чем 75 миллионами проданных пластинок, владеет несколькими рекордами стриминга и чартов Billboard. Он первый артист, одновременно занявший три верхних строчки в чарте Hot R&B/Hip-Hop Songs. The Weeknd был включён Time в список самых влиятельных людей мира в 2020 году. Он стал первым музыкантом, набравшим 100 миллионов ежемесячных слушателей на стриминговом сервисе Spotify, а песня «Blinding Lights» является самой прослушиваемой песней в истории платформы. Тесфайе получил семь бриллиантовых сертификаций от Ассоциации звукозаписывающих компаний Америки (RIAA) за свои синглы «Die for You», «Save Your Tears», «Earned It», «Can’t Feel My Face», «Starboy», «Blinding Lights» и «The Hills». 
Будучи сторонником расового равенства и продовольственной безопасности, музыкант был назначен послом доброй воли Всемирной продовольственной программы в 2021 году.

## Биография

### 1990–2008: Ранняя жизнь
Эйбел Макконен Тесфайе родился 16 февраля 1990 года в Торонто, провинция Онтарио. Он единственный ребёнок эфиопских иммигрантов Макконена Тесфайе и Самравит Хайлу, которые расстались вскоре после его рождения. Воспитывался в районе Скарборо своей матерью и бабушкой. У него отчуждённые отношения со своим отцом, про которые он рассказал Rolling Stone:
Я смутно видел его, когда мне было 6, а затем снова, когда мне было 11 или 12, и у него была новая семья и дети. Я даже не знаю, где он жил — я видел его как-то ночью. Я уверен, что он отличный парень. Я никогда не осуждал его. Он не был жестоким, он не был алкоголиком, он не был мудаком. Его просто там не было.
Эйбел был воспитан как эфиопский христианин. Его родной язык — амхарский, его он выучил благодаря своей бабушке. Позже Эйбел стал свободно говорить по-французски, посещая школу с уклоном на французский язык. Дальнейшее образование он получил в колледжах Уэст-Хилл и Берчмаунт-Парк.
Когда ему было 17, Эйбел бросил школу и переехал в квартиру в районе Паркдейл с двумя друзьями, в том числе со своим лучшим другом, а ныне креативным директором, Ла Маром Тейлором. Он описал этот период как похожий на фильм 1995 года «Детки», поскольку они вели гедонистический образ жизни. Музыкант столкнулся с бездомностью и несколько раз за это время был заключен в тюрьму, что, по словам самого Эйбела, побудило его «поумнеть, сосредоточиться».
Эйбел часто употреблял наркотики и злоупотреблял запрещенными веществами, такими как кетамин, кокаин, МДМА, «волшебные грибы». В декабре 2016 года он заявил, что наркотики были для него «костылём», когда дело доходило до написания музыки. В августе 2021 года в интервью журналу GQ Эйбел заявил, что перестал употреблять наркотики, за исключением марихуаны. Он также отметил, что время от времени употребляет алкоголь, сказав:
Я не такой заядлый пьяница, как раньше. Романтики выпивки здесь нет.

### 2009–2011: Начало карьеры
В августе 2009 года Эйбел начал анонимно публиковать музыку на YouTube. В следующем году на вечеринке он познакомился с продюсером Джереми Роузом, у которого была идея мрачного R&B проекта. Роуз, услышав его фристайл под инструментальную композицию, предложил Тесфайе поработать с ним. После создания нескольких песен и расставания из-за творческих разногласий Тесфайе разрешили использовать их совместные треки при условии, что имя Роуза будет указано на альбоме. В декабре 2010 года Эйбел загрузил «What You Need», «Loft Music» и «The Morning» на YouTube под ником «xoxxxoooxo». Его личность изначально была неизвестна. Эти песни привлекли внимание в интернете и позже были упомянуты в блоге рэпера Дрейка. Впоследствии песни получили освещение в различных СМИ, включая Pitchfork и The New York Times.
Прежде чем взять сценический псевдоним The Weeknd, Эйбел выпускал музыку под псевдонимами Kin Kane и The Noise. Музыкант объяснял происхождение своего нынешнего псевдонима так:
Я ушёл из дома, когда мне было около 17, бросил школу. Мы с друзьями забрали матрасы у родителей, бросили их в фургон и уехали на выходные, так и не вернувшись домой. В то время я ненавидел своё имя и решил попробовать сценический псевдоним. Так я и придумал «The Weeknd». Звучало круто. Я убрал одну "e", чтобы избежать проблем с авторским правом, потому что уже была одна канадская группа с таким названием.
В 2011 году Эйбел познакомился с музыкальными менеджерами Васcимом «Сэл» Слаиби и Амиром «Кэш» Эсмаилианом, вместе с которыми он основал звукозаписывающий лейбл XO. 21 марта Эйбел выпустил свой дебютный микстейп «House of Balloons». Микстейп был спродюсирован Illangelo и Doc McKinney, а также включал треки, спродюсированные Роузом, хотя он не был указан как соавтор. 18 августа последовал второй микстейп, «Thursday», а 21 декабря — третий, «Echoes of Silence». Микстейпы получили широкое признание критиков, высоко оценивших их мрачную эстетику, продюсирование и лирическое содержание. Ранние работы The Weeknd широко рассматриваются как оказавшие большое влияние на современный R&B. В них присутствуют элементы соула, трип-хопа, инди-рока, дрим-попа и электронной музыки.
В июле 2011 года The Weeknd дал своё первое живое выступление в театре Mod Club в Торонто. После выступления с ним встретился Дрейк, чтобы обсудить сотрудничество. Это привело к тому, что Эйбел получил возможность выступить на его фестивале OVO. Тесфайе также участвовал в концертах, организованных Ассоциацией чернокожих студентов Университета Торонто. Эйбел принял участие в создании четырёх песен второго студийного альбома Дрейка «Take Care», который был выпущен 15 ноября, в качестве автора песен, продюсера и исполнителя седьмого сингла «Crew Love».

### 2012–2014: «Trilogy» и «Kiss Land»

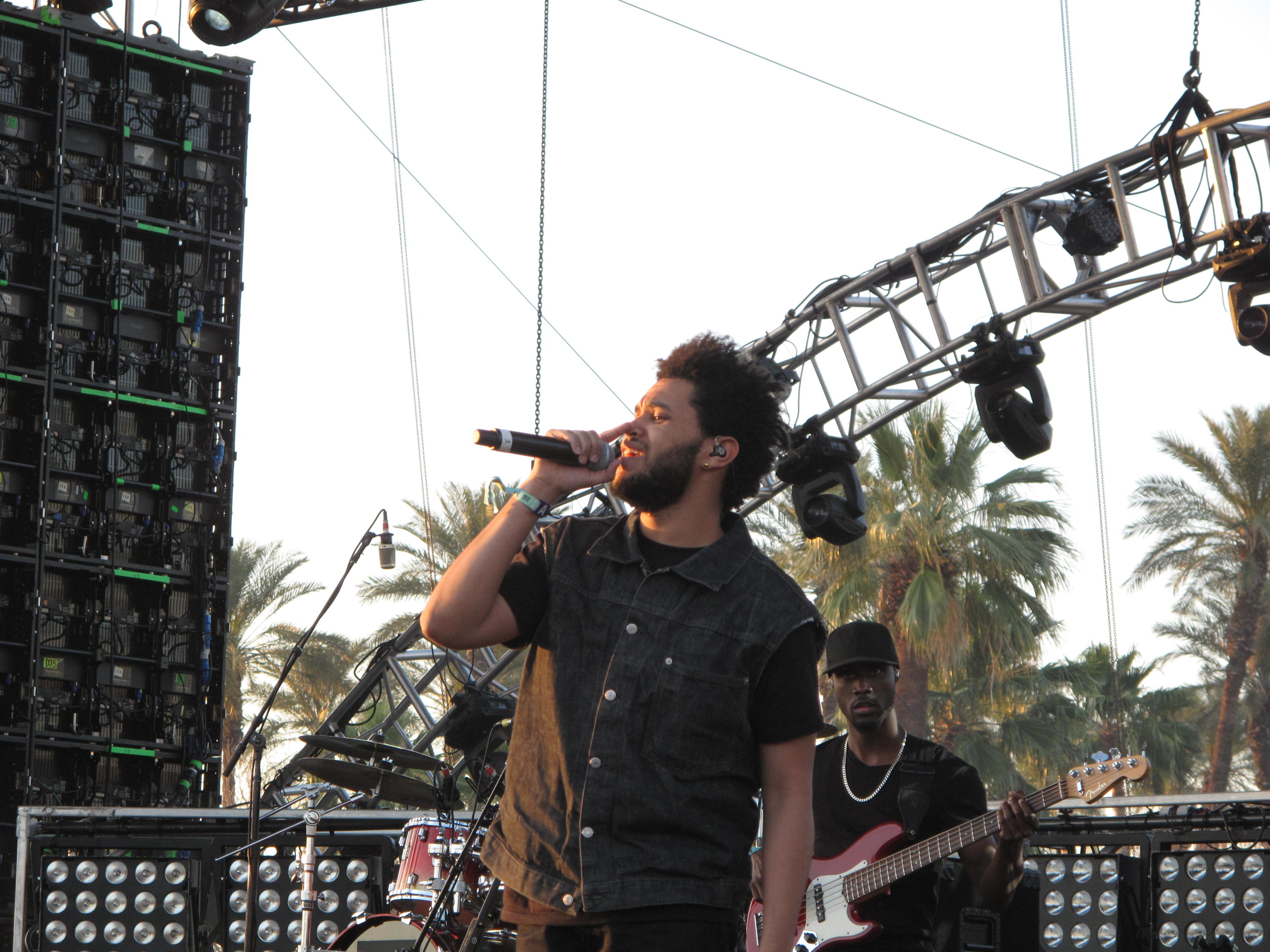
Выступление Эйбела на фестивале музыки и искусств Coachella в 2012 году

В апреле 2012 года The Weeknd начал свой первый международный тур, который включал выступления на фестивале Coachella, аншлаговые концерты на таких площадках, как Bowery Ballroom в Нью-Йорке, которые были положительно оценены Rolling Stone, и различные европейские фестивали, включая Primavera Sound в Испании и Португалии и Wireless Festival в Соединённом Королевстве. В сентябре Эйбел подписал контракт с Republic Records, и XO был принят в качестве дочернего лейбла. В том же месяце певец отправился в свой первый официальный концертный тур по Северной Америке, «The Fall Tour», включавший как сольные выступления в качестве хедлайнера, так и выступления на разогреве у английской группы Florence and the Machine.
13 ноября 2012 года Эйбел выпустил «Trilogy» — сборник, состоящий из повторно сведённых и ремастированных версий его микстейпов 2011 года и трёх дополнительных треков. Альбом официально приписал Роузу роль продюсера и автора трёх песен из «House of Balloons», где он изначально не был указан. «Trilogy» дебютировал на четвёртой строчке американского Billboard 200, продав 86 000 копий за первую неделю, и на пятой строчке канадского чарта альбомов с аналогичными показателями. Сборник принёс The Weeknd номинацию на премию BBC «Sound of 2013».

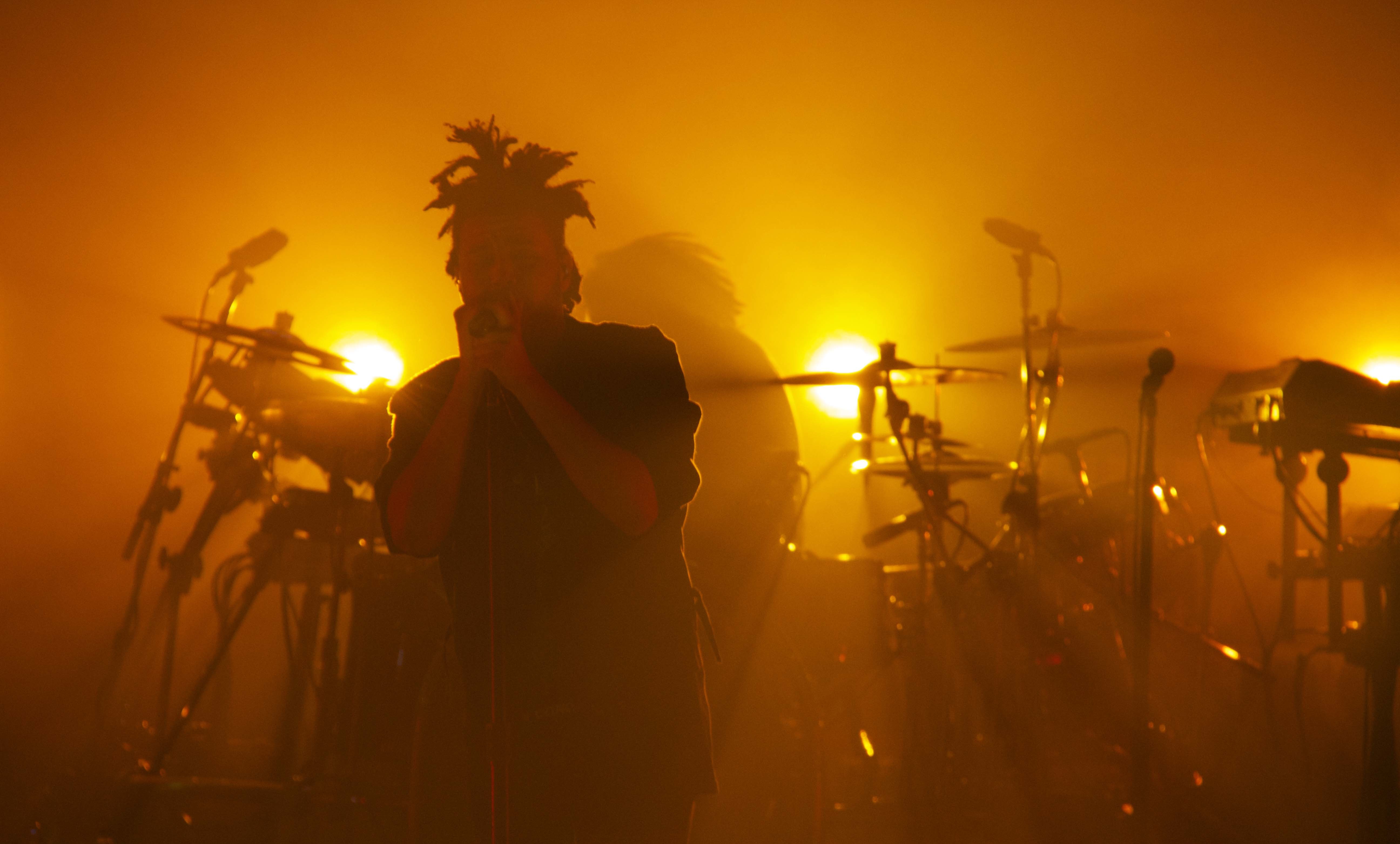
Выступление Эйбела в Мэсси-холле в октябре 2013 года

7 мая музыкант выпустил одноимённый сингл к своему дебютному студийному альбому «Kiss Land» и объявил дату выхода альбома — 10 сентября. «Kiss Land» дебютировал на второй строчке Billboard 200 с тиражом 96 000 копий и получил в целом положительные отзывы музыкальных критиков. Альбом также был поддержан синглами «Belong to the World», «Love in the Sky», «Live For» при участии Дрейка, «Pretty» и «Wanderlust». Позже, с сентября по ноябрь, Эйбел выступил в Великобритании и Северной Америке в рамках осеннего тура в поддержку альбома. В ноябре он также выступал на разогреве у Джастина Тимберлейка в рамках тура «The 20/20 Experience World Tour». 15 ноября музыкант внёс свой вклад в саундтрек к фильму «Голодные игры: И вспыхнет пламя» (2013), записав песни «Devil May Cry» и «Elastic Heart» с Sia и Diplo, последняя стала вторым синглом саундтрека.
В феврале 2014 года The Weeknd выпустил ремикс на песню Бейонсе «Drunk in Love» с её пятого студийного альбома «Beyoncé». C февраля по март он выступал на разогреве у Дрейка в рамках европейской части тура «Would You Like a Tour?». В июне того же года вышел ремикс на песню Ty Dolla Sign «Or Nah» с участием The Weeknd.
Летом 2014 года The Weeknd анонсировал тур «King of the Fall Tour», который состоялся в начале осени при поддержке ScHoolboy Q и Jhené Aiko. Вслед за туром последовал релиз сингла «Often» и промосингла «King of the Fall». 22 августа Тесфайе появился на втором студийном альбоме Арианы Гранде «My Everything» в песне «Love Me Harder». 30 сентября трек был выпущен в качестве четвёртого сингла с альбома и достиг седьмого места в Billboard Hot 100, тем самым став первой песней The Weeknd, попавшей в топ-10. 23 декабря Weeknd выпустил сингл «Earned It» для саундтрека к фильму «Пятьдесят оттенков серого» (2015). Сингл, достигший третьей строчки Billboard Hot 100, принёс исполнителю номинацию на премию «Оскар» за лучшую оригинальную песню. Песня получила награду за лучшее R&B-исполнение и была номинирована в категориях «Лучшая R&B-песня» и «Лучшая песня написанная для визуальных медиа» на 58-й ежегодной премии «Грэмми».

### 2015–2017: «Beauty Behind the Madness» и «Starboy»

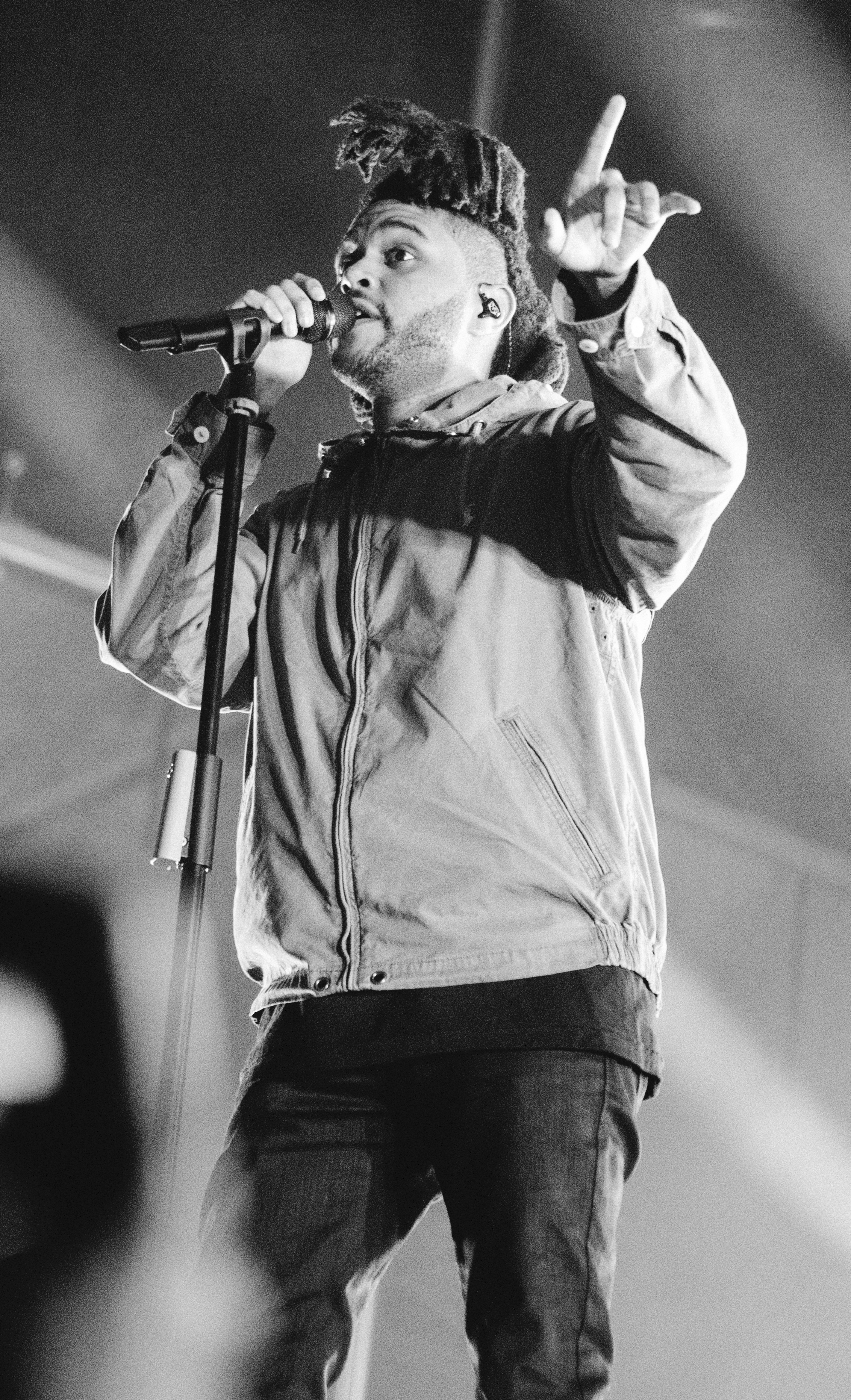
Эйбел выступает на Bumbershoot 2015

27 мая 2015 года Тесфайе выпустил «The Hills», второй сингл с альбома «Beauty Behind the Madness». Сингл дебютировал на двадцатой строчке Billboard Hot 100 и достиг пика на первой строчке, став первым синглом Эйбела номер один. В июне 2019 года RIAA присвоила «The Hills» бриллиантовую сертификацию, первую для The Weeknd.
8 июня вышел третий сингл с альбома, «Can't Feel My Face», дебютировавший на двадцать четвёртой строчке Billboard Hot 100 и впоследствии также достигший первого места. Таким образом, «Can’t Feel My Face» стала четвёртым хитом Эйбела в топ-10 и его второй песней номер один в Соединённых Штатах. Песня была номинирована на «Запись года» и «Лучшее сольное поп-исполнение» на 58-й ежегодной премии «Грэмми». Музыкант занял все три места в чарте Hot R&B/Hip-Hop Songs от Billboard одновременно с вышеупомянутыми синглами, став первым артистом в истории, которому это удалось. Он также был представлен как одно из музыкальных лиц стримингового сервиса Apple Music, наряду с Дрейком. Во время церемонии вручения премии MTV Video Music Awards 2015 Apple представила двухсерийный рекламный ролик с участием The Weeknd, в котором в качестве гостя выступил Джон Траволта. В июле Эйбел стал хедлайнером фестиваля FVDED in the Park в Суррее, Британская Колумбия.
«Beauty Behind the Madness», второй студийный альбом The Weeknd, был выпущен 28 августа 2015 года и дебютировал на вершине Billboard 200, заработав 412 000 эквивалентных единиц за первую неделю. Он вошёл в топ-10 более чем в десяти странах и занял первое место в Канаде, Австралии, Норвегии и Соединённом Королевстве. Эйбел продвигал альбом, будучи хедлайнером различных летних музыкальных фестивалей, включая Lollapalooza, Hard Summer Music Festival и Bumbershoot Festival. The Weeknd объявил о «The Madness Fall Tour», своём первом масштабном турне по Соединённым Штатам, которое началось в ноябре и завершилось в декабре. «Beauty Behind the Madness» победил в номинации «Лучший альбом в жанре современной городской музыки» и был номинирован на «Альбом года» на 58-й ежегодной премии «Грэмми».
4 сентября 2015 года Weeknd принял участие в записи трека «Pray 4 Love» на дебютном альбоме Трэвиса Скотта «Rodeo». 10 октября Тесфайе появился на Saturday Night Live вместе с актрисой Эми Шумер, выступив в качестве музыкального гостя шоу. Это было его первое выступление на шоу в качестве сольного исполнителя (раннее он исполнял «Love Me Harder» с Арианой Гранде). 18 декабря вышел сингл «Might Not» канадского рэпера Belly, в записи которого принял участие The Weeknd.
14 февраля 2016 года певец принял участие в записи трека «FML» с седьмого студийного альбома Канье Уэста «The Life of Pablo». Это стало их второй совместной работой после песни «Tell Your Friends» с альбома «Beauty Behind the Madness», написанной и спродюсированной Уэстом. 16 февраля вышел трек Трэвиса Скотта «Wonderful» с участием The Weeknd, который послужил первым синглом для второго студийного альбома Скотта «Birds in the Trap SIng McKnight». 1 марта Эйбел принял участие в записи сингла Фьючера «Low Life» с его четвёртого студийного альбома «Evol». 23 апреля музыкант появился на треке «6 Inch» из шестого студийного альбома Бейонсе «Lemonade».

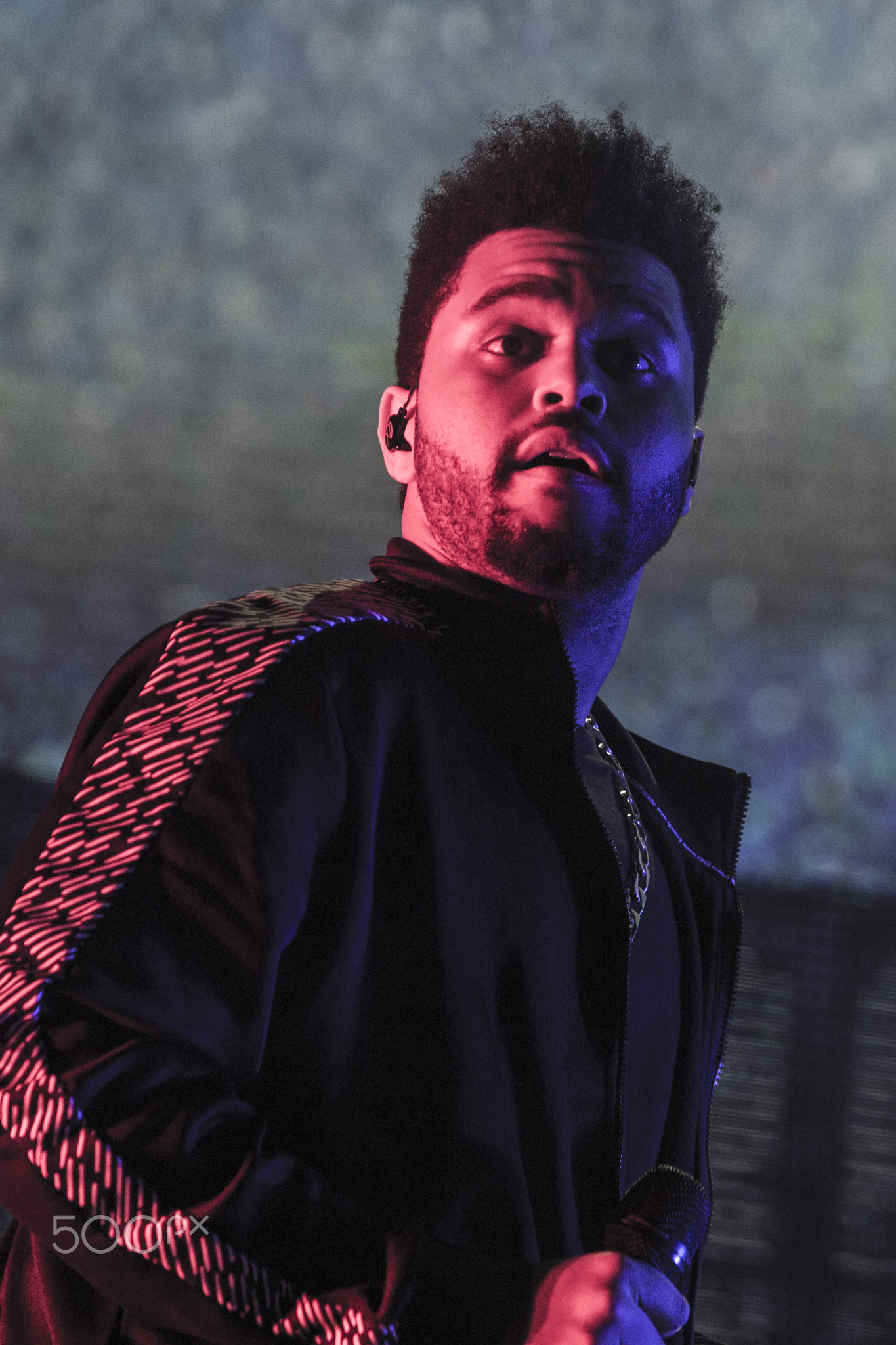
Эйбел выступал в Lollapalooza Chile во время тура «Starboy: Legend of the Fall» в 2017 году

В сентябре 2016 года Тесфайе объявил, что его третий студийный альбом «Starboy» выйдет 25 ноября, и что в продюсировании альбома принял участие французский дуэт электронной музыки Daft Punk. 21 сентября The Weeknd выпустил заглавный трек альбома с участием группы. Песня дебютировала под номером 40 в Billboard Hot 100 и достигла пика на первом месте, став третьим синглом Эйбела под номером один. Вторая совместная работа с Daft Punk, «I Feel It Coming», была выпущена 24 ноября. Сингл достиг четвёртой строчки Billboard Hot 100. 1 октября Эйбел во второй раз появился на Saturday Night Live в качестве музыкального гостя вместе с актрисой Марго Робби. На шоу он исполнил песни «Starboy» и «False Alarm», последняя вскоре была выпущена в качестве промосингла. 23 ноября The Weeknd выпустил короткометражный фильм «M A N I A» режиссёра Гранта Сингера, содержащий фрагменты песен из «Starboy». После выхода альбом дебютировал на первом месте в американском чарте Billboard 200 с тиражом 348 000 экземпляров, что сделало его вторым подряд альбомом The Weeknd на вершине чарта. Альбом получил награду «Лучший альбом в жанре городской современной музыки» на 60-й ежегодной премии «Грэмми», что стало второй победой The Weeknd в этой категории. В последующем году в поддержку альбома были выпущены синглы «Party Monster», «Reminder», «Rockin'», «Die for You» и «Secrets».
17 февраля 2017 года Эйбел начал свой пятый концертный тур «Starboy: Legend of the Fall Tour» в поддержку одноимённого альбома. Тур завершился 14 декабря того же года. Певец посетил Европу, Северную и Южную Америку, а также Океанию. 24 февраля 2017 года Weeknd появился на шестом студийном альбоме Future «Hndrxx» в песне «Comin Out Strong». 19 апреля музыкант принял участие в записи заглавного трека и второго сингла с пятого одноимённого студийного альбома Ланы Дель Рей «Lust for Life», что стало третьем сотрудничеством музыкантов после «Stargirl Interlude» и «Prisoner». 15 августа Weeknd появился на треке French Montana «A Lie», третьем сингле с его второго студийного альбома «Jungle Rules». В том же году Эйбел снялся в музыкальном клипе на песню Lil Uzi Vert «XO Tour Llif3», а позже принял участие в треке «Unfazed» с альбома того же Lil Uzi Vert «Luv Is Rage 2».

### 2018–2020: «My Dear Melancholy,» и «After Hours»

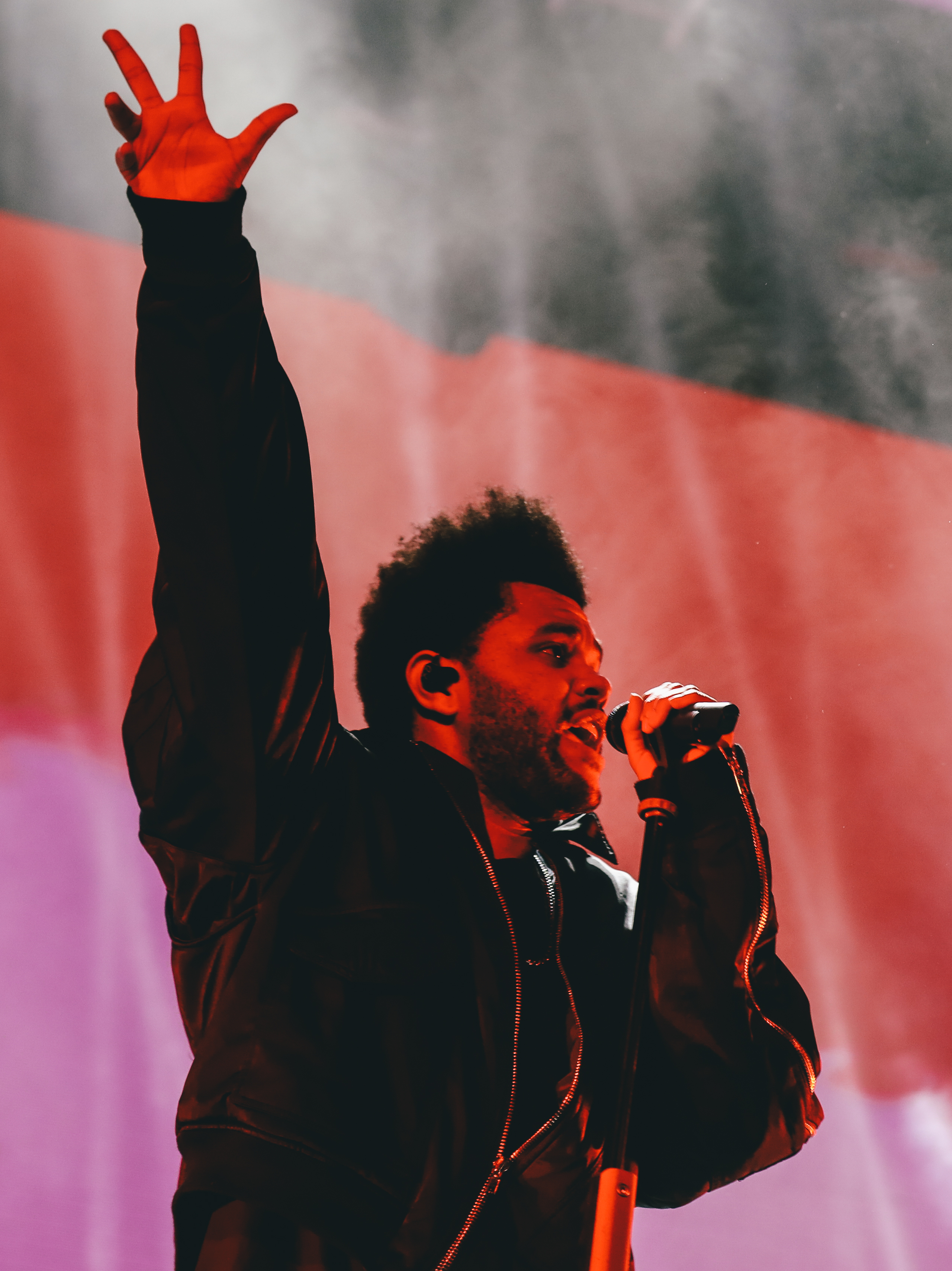
Выступление Эйбела в Гонконге в ноябре 2018 года

2 февраля 2018 года The Weeknd принял участие в записи песни «Pray for Me» с Кендриком Ламаром для саундтрека к фильму «Чёрная пантера». Трек, ставший третьим синглом саундтрека, достиг седьмой позиции в Billboard Hot 100.
30 марта певец выпустил мини-альбом «My Dear Melancholy, », после того как новости о проекте просочились в сеть. EP дебютировал на вершине Billboard 200 с тиражом 169 000 экземпляров, став третьим подряд альбомом The Weeknd на первом месте и самым коротким по количеству треков альбомом, возглавившим чарт за восемь лет. 6 апреля певец выпустил ведущий сингл EP, «Call Out My Name», который достиг четвёртой позиции Billboard Hot 100. 6 июня Эйбел анонсировал своё радиошоу на Apple Music — «Memento Mori», первый эпизод которого вышел два дня спустя. 3 августа Weeknd принял участие в двух треках с третьего студийного альбома Трэвиса Скотта «Astroworld»: «Skeletons» и «Wake Up». 10 августа Тесфайе появился на треке «Thought I Knew You» в четвёртом студийном альбоме Ники Минаж «Queen». 21 ноября вышел первый сборник лучших хитов The Weeknd, «The Weeknd in Japan». В поддержку сборника и EP «My Dear Melancholy,» начался его шестой концертный тур — «The Weeknd Asia Tour», стартовавший 23 ноября 2018 года в Абу-Даби и завершившийся 18 декабря 2018 года в Тибе. 11 января 2019 года Weeknd принял участие в песне французского музыканта Gesaffelstein «Lost in the Fire». 18 апреля года он выпустил «Power Is Power» с SZA и Трэвисом Скоттом, ведущий сингл саундтрека к восьмому сезону сериала «Игра престолов».
24 ноября 2019 года Тесфайе анонсировал сингл «Blinding Lights» в рекламе Mercedes-Benz. 27 ноября он выпустил «Heartless», заглавный трек своего следующего альбома, «After Hours». Песня дебютировала на 32 месте в Billboard Hot 100 и достигла пика на первой строчке, став четвёртым синглом The Weeknd, занявшим первое место. Сингл «Blinding Lights» был выпущен 29 ноября. Он дебютировал на 11 позиции Billboard Hot 100 и добрался до первой строчки, став пятым синглом Эйбела под номером один. «Blinding Lights» стала первой песней в истории чарта, удерживавшей место в первой десятке в течение целого года. Она также установила рекорд по продолжительности пребывания в чарте Hot 100 — 90 недель, вылетев из чарта 11 сентября 2021 года. 23 ноября 2021 года «Blinding Lights» заняла первое место в списке величайших хитов Hot 100 всех времён по версии Billboard.
19 февраля 2020 года The Weeknd сообщил, что его четвёртый студийный альбом будет называться «After Hours» и выйдет 20 марта. Одновременно с этой новостью был выпущен одноимённый промосингл. 7 марта Эйбел в третий раз появился в качестве музыкального гостя на Saturday Night Live вместе с актёром Дэниелом Крейгом, исполнив «Blinding Lights» и дебютировав с треком «Scared to Live». 24 марта вышел третий сингл с альбома, «In Your Eyes», достигший 16 позиции в Billboard Hot 100. После выхода «After Hours» дебютировал на вершине Billboard 200, заработав 444 000 копий и став четвёртым подряд альбомом The Weeknd на первом месте. Weeknd стал первым артистом, возглавившим чарты Billboard 200, Billboard Hot 100, Billboard Artist 100, Hot 100 Songwriters и Hot 100 Producers одновременно, что продолжалось две недели подряд. Делюкс-версия «After Hours», вышедшая 29 марта 2020 года, включала бонусные треки «Nothing Compares», «Missed You» и «Final Lullaby».
7 августа 2020 года Тесфайе принял участие в записи сингла покойного Juice WRLD «Smile» с его посмертного альбома «Legends Never Die». Сингл достиг восьмой строчки Billboard Hot 100. 9 августа был выпущен четвёртый и последний сингл с «After Hours» ― «Save Your Tears», который добрался до четвёртой строчки Billboard Hot 100. 28 августа певец появился на сингле Кэлвина Харриса «Over Now». 30 октября Weeknd принял участие в записи песни Арианы Гранде «Off the Table» с её шестого студийного альбома «Positions». 5 ноября он принял участие в ремиксе на песню Малумы «Hawái», за что был номинирован на 22-ю ежегодную латиноамериканскую премию Грэмми за лучшее городское фьюжн-исполнение. В том же месяце певец дал три живых выступления на VEVO. 

### 2021–2023: Super Bowl LV Halftime Show, «Dawn FM» и «Кумир»

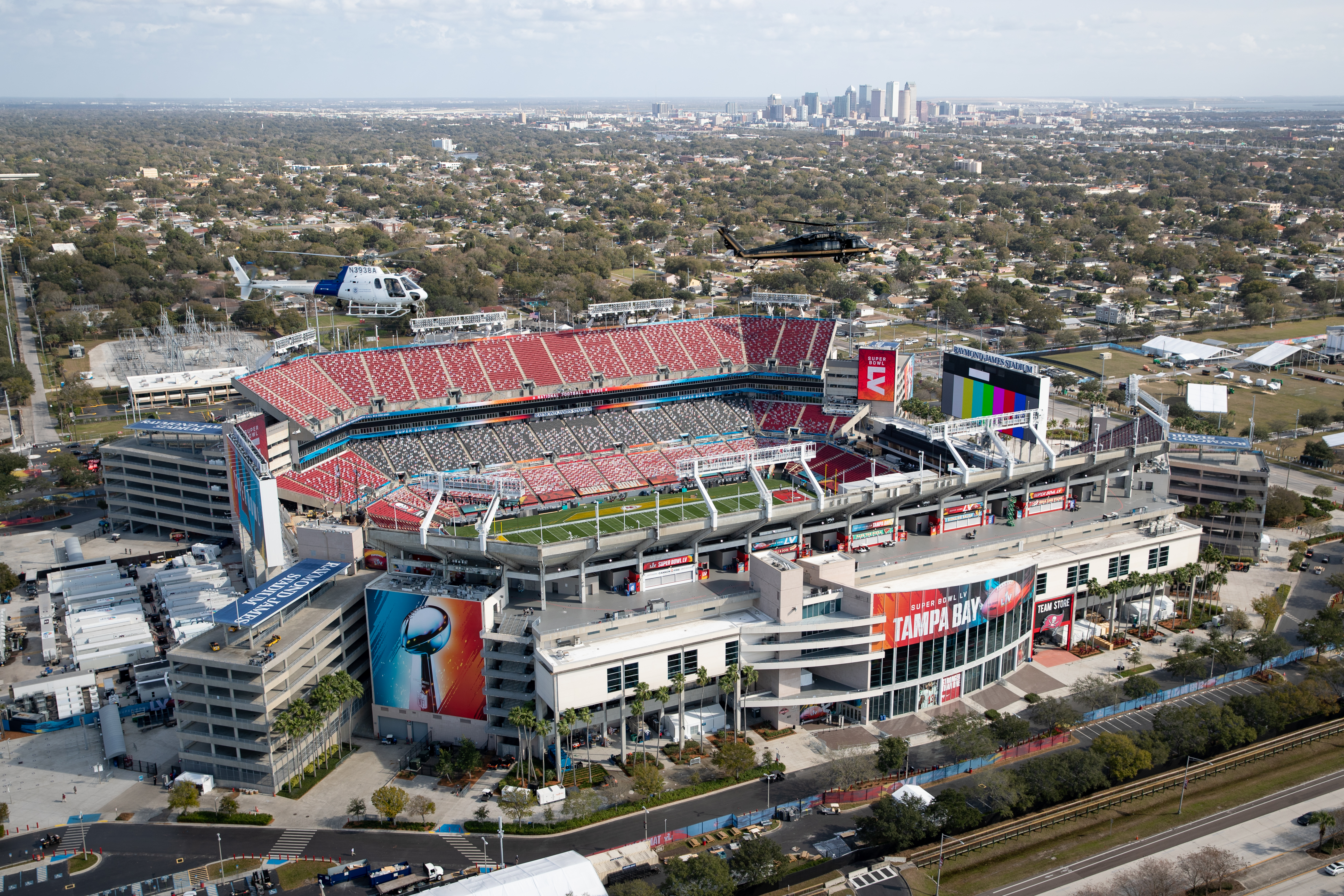
Эйбел был хедлайнером шоу Super Bowl LV halftime show на стадионе «Рэймонд Джеймс» в 2021 году

5 февраля 2021 года Тесфайе выпустил сборник лучших хитов «The Highlights». Альбом дебютировал на второй строчке американского Billboard 200, став самым успешным сборником The Weeknd и крупнейшим дебютом сборника лучших хитов со времён выхода «Fully Loaded: God’s Country» Блейка Шелтона в 2019 году.
7 февраля The Weeknd выступил на Super Bowl Halftime Show, став первым канадским сольным исполнителем, удостоившимся этой чести. Сообщается, что он потратил 7 миллионов долларов США из собственных средств на организацию выступления на Суперкубке. Отзывы о концерте были неоднозначными, однако шоу привело к резкому росту стриминга и загрузок альбома «After Hours», а также семи песен, которые он исполнил («Starboy», «The Hills», «Can’t Feel My Face», «I Feel It Coming», «Save Your Tears», «Earned It» и «Blinding Lights»). Halftime Show получило три номинации на 73-й прайм-тайм премии «Эмми»: «Выдающийся специальный выпуск Variety» (в прямом эфире), «Выдающийся дизайн освещения / режиссура освещения для специального выпуска Variety» и «Выдающаяся техническая режиссура, операторская работа, видеоконтроль для специального выпуска».
В марте 2021 года Эйбел переиздал свой дебютный микстейп «House of Balloons» в его аутентичном виде с оригинальными миксами и семплами, чтобы отпраздновать десятую годовщину его выпуска. В сотрудничестве с архитектором Дэниелом Аршамом была выпущена продукция ограниченным тиражом. Шесть месяцев спустя, в августе, Тесфайе переиздал свой второй микстейп — «Thursday», также выпустив лимитированную серию товаров, разработанную художником Mr. Yanen. В декабре Weeknd переиздал и третий микстейп — «Echoes of Silence», снова выпустив лимитированную серию товаров, разработанную иллюстратором Хадзиме Сораямой, и клип на одноимённую песню.
23 апреля на песню «Save Your Tears» был выпущен ремикс с Арианой Гранде. Ремикс дебютировал на шестой строчке Billboard Hot 100 и спустя неделю добрался до первого места, став шестым по счёту треком номер один для The Weeknd. 24 мая Эйбел исполнил «Save Your Tears» на церемонии вручения премии Billboard Music Awards. Он был номинирован на рекордные шестнадцать наград и выиграл десять, включая «Лучший исполнитель» и «Лучшая песня Hot 100». Принимая свои награды, Эйбел продолжал анонсировать новую музыку, говоря: «After Hours завершён, и наступает рассвет [Dawn FM]». 28 мая он исполнил ремикс на песню «Save Your Tears» на iHeartRadio Music Awards совместно с Арианой Гранде. 25 июня The Weeknd появился на сингле Доджи Кэт «You Right» с её третьего студийного альбома «Planet Her».
2 августа Эйбел опубликовал фрагмент новой музыки в социальных сетях. В тот же день он дал интервью для сентябрьского номера GQ за 2021 год. Затем, в сотрудничестве с NBC Sports и летними Олимпийскими играми 2020 года, Эйбел анонсировал сингл «Take My Breath», который был выпущен 6 августа. Сингл достиг шестого места в Billboard Hot 100. Позже The Weeknd принял участие в записи трека «Hurricane» для десятого студийного альбома Канье Уэста «Donda», который получил награду за лучшее мелодичное рэп-исполнение на 64-й ежегодной премии «Грэмми». 4 октября, во время эпизода своего радиошоу «Memento Mori», Тесфайе сообщил, что его пятый студийный альбом завершён, и он ждёт «пару персонажей, которые являются ключевыми для повествования». 18 октября The Weeknd сообщил, что его предстоящий тур, первоначально названный «The After Hours Tour» (должен был начаться в 2020 году, но был отменён в связи с COVID-19), будет проходить исключительно на стадионах из-за ограничений на аренах и теперь состоится в июле 2022 года. 
22 октября Weeknd появился на сингле Swedish House Mafia «Moth to a Flame» с их дебютного студийного альбома «Paradise Again». 5 ноября он принял участие в записи сингла Post Malone «One Right Now» с альбома «Twelve Carat Toothache». 11 ноября Тесфайе появился на сингле Rosalía «La Fama» с её третьего студийного альбома «Motomami». 16 декабря певец был представлен на сингле FKA Twigs «Tears in the Club» с микстейпа «Caprisongs». На следующий день, 17 декабря, он появился на сингле Aaliyah «Poison» с её посмертного альбома «Unstoppable».
The Weeknd выпустил свой пятый студийный альбом «Dawn FM» 7 января 2022 года. Альбом дебютировал на второй строчке Billboard 200 с тиражом 148 000 экземпляров, став восьмой записью Эйбела в десятке лучших. Он также побил рекорд по количеству одновременных записей для солиста-мужчины в Billboard Global 200 с 24 песнями в чарте. Помимо «Take My Breath», «Dawn FM» был поддержан синглами «Sacrifice», «Out of Time» и «Less Than Zero». 12 января было выпущено делюкс-издание альбома под названием «Alternate World», включающее ремикс на песню «Sacrifice», сингл-версию «Take My Breath» и выпущенный раннее трек «Moth to a Flame». Через некоторое время были выпущены ремиксы на песни «Out of Time», «Dawn FM», «How Do I Make You Love Me?», «Starry Eyes» и «Best Friends», впоследствии добавленные в делюкс-версию. 26 февраля состоялась премьера музыкального телевизионного шоу «The Dawn FM Experience», организованного в партнёрстве с Amazon Prime Video. 3 марта The Weeknd объявил даты первого этапа своего седьмого концертного тура «After Hours til Dawn Tour» по США и Канаде, который начался 14 июля 2022 года в Филадельфии и завершился 27 ноября в Инглвуде.
20 марта Эйбел озвучил персонажа в эпизоде мультфильма «Симпсоны». 18 апреля The Weeknd в очередной раз стал хедлайнером фестиваля музыки и искусств Coachella. 4 декабря певец объявил о своём участии в создании оригинальной песни «Nothing Is Lost (You Give Me Strength)» для саундтрека к фильму «Аватар: Путь воды», которая была выпущена 16 декабря.
1 января 2023 года песня «Blinding Lights» стала самой популярной песней на Spotify, преодолев отметку в 3,3 миллиарда прослушиваний. 24 февраля вышел ремикс на вновь ставшей популярной спустя семь лет песню 2016 года «Die for You» с Арианой Гранде, который ознаменовал уже четвёртое сотрудничество этих артистов. 27 февраля, на волне успеха ремикса, The Weeknd стал первым артистом, преодолевшим отметку в 100 миллионов ежемесячных слушателей на Spotify. 11 марта ремикс достиг вершины чарта BIllboard Hot 100, став седьмым хитом номер один для обоих артистов. 3 марта Эйбел выпустил свой первый концертный альбом под названием «Live at SoFi Stadium», включающий записи живых исполнений из одноимённого фильма от HBO, демонстрирующего последний концерт североамериканской части его тура «After Hours til Dawn Tour» на стадионе соу-фэй. 14 марта, спустя семь лет после официального релиза, вышла делюкс-версию альбома «Starboy», на которую вошли ремиксы на «Die for You» с Арианой Гранде и «Reminder» с Young Thug и A$AP Rocky. 17 марта был выпущен сингл музыкального продюсера Metro Boomin «Creepin’» при участии The Weeknd с альбома «Heroes & Villains». Позже Эйбел принял участие в четырёх песнях — «Artificial Intelligence», «Defame Moi», «More Coke!!» и «Emotionless» — из альбома музыкального продюсера Майка Дина «4:23», выпущенного 29 апреля того же года.
22 мая 2023 года на 76-м Каннском кинофестивале был представлен сериал «Кумир», созданный Тесфайе в сотрудничестве с Сэмом Левинсоном, создателем «Эйфории». Сериал вызвал серьёзные споры из-за изображения наготы и сексуального контента. Главные роли исполнили сам Эйбел Тесфайе и Лили-Роуз Депп. Сериал получил в основном негативные отзывы критиков, в том числе в адрес актёрской игры Тесфайе. В поддержку саундтрека к сериалу были выпущены синглы «Double Fantasy» (при участии Future), «Popular» (совместно с Playboi Carti и Мадонной) и «One of the Girls» (с JENNIE и Лили-Роуз Депп). 28 авгуcта HBO объявили об отмене «Кумира» после первого сезона.
Второй этап «After Hours til Dawn Tour» по Европе начался в Лиссабоне 6 июня и завершился 18 августа в Лондоне. 28 июля Weeknd принял участие в четвёртом студийном альбоме Трэвиса Скотта «Utopia» в треках «K-pop» и «Circus Maximus», первый стал ведущим синглом с альбома и достиг седьмой строчки Billboard Hot 100. 15 сентября Тесфайе принял участие в песне американского рэпера Diddy «Another One of Me», которую назвал своей «последней совместной работой», несмотря на то что в 2024 году выпустил несколько совместных работ с Metro Boomin и Future. Позже были объявлены даты третьего этапа тура, охватывающего Латинскую Америку, этап начался 26 сентября в Монтеррее и завершился 25 октября в Сапопане. Также были объявлены даты для Австралии и Новой Зеландии, но впоследствии концерты были перенесены на неопределённый срок, а потом и вовсе отменены, причину Эйбел не уточнял.
2 декабря Fortnite объявили, что The Weeknd станет главным артистом игрового режима Fortnite Festival, а его наряды (скины) станут доступны 9 декабря. Скины включают четыре варианта его образов: красный костюм со времён «After Hours», наряд с его выступления на фестивале Coachella в 2022 году и два костюма, в которых он выступал во время тура «After Hours til Dawn Tour».

### 2024–2025: «Hurry Up Tomorrow»
В середине 2023 года Тесфайе сообщил, что намерен закончить свою карьеру как The Weeknd, объявив, что его следующий альбом станет последним под таким псевдонимом. Когда он впервые сообщал о «Dawn FM» в 2022 году, сказав своим поклонникам: «Интересно… вы знали, что вас ждёт новая трилогия?» в Twitter, певец анонсировал, что последние два альбома, «After Hours» и «Dawn FM», являются частью новой трилогии. 8 января 2024 года певец начал анонсировать свой предстоящий студийный альбом, разместив в социальных сетях обложки двух последних альбомов, а также чёрный слайд с белым вопросительным знаком в центре, намекая на скорое завершение трилогии
9 февраля 2024 года The Weeknd представил расширенную версию «The Highlights», в которую вошли 18 дополнительных треков. 1 марта певец выступил на шоу музыкального продюсера Майка Дина и исполнил «Circus Maximus» совместно с Трэвисом Скоттом и невыпущенную «Take Me Back to LA», которую он давал послушать зрителям в прямом эфире в Instagram в 2020 году. 22 марта Weeknd появился на треке «Young Metro» из совместного альбома Future и Metro Boomin «We Don't Trust You», а позже 12 апреля в треках «We Still Don’t Trust You», «All to Myself» и «Always Be My Fault» из альбома тех же Future и Metro Boomin «We Still Don't Trust You». 11 июня Эйбел объявил о работе с Apple, сообщив о том, что они готовят новый «захватывающий опыт» для Apple Vision Pro.
17 июля Тесфайе анонсировал шоу в Сан-Паулу, Бразилия. Билеты на шоу были распроданы менее чем за час. На следующий день музыкант выложил анимационный видео-тизер предстоящего альбома с подписью «В этой истории три главы». 23 июля был представлен ещё один тизер, но уже с подписью «Когда ты достаточно долго смотришь на бездну, бездна смотрит и на тебя…». В тизере прозвучал отрывок из композиции «The Abyss», которая впервые была представлена Эйбелом в прямом эфире в Instagram 25 марта 2020 года. 6 августа Эйбел выложил третий тизер с подписью «Неподготовленная уверенность…», в котором также прозвучало несколько неизданных композиций.
18 августа на одном из зданий в Мельбурне была замечена проекция с надписями «Всё исчезнет» и «Конец близок». Раннее обе эти фразы Weeknd уже произносил в своих соцсетях. Как оказалось позже, эта проекция была частью промо для четвёртового этапа «After Hours til Dawn Tour», о котором исполнитель объявил 19 августа. Он сообщил, что выступит в Сиднее и Мельбурне с 5 по 23 октября, а компанию ему составят Майк Дин и Chxrry22. Концерты в Австралии должны были пройти ещё в конце 2023 года, но были перенесены на неопределённый срок, причину артист не уточнял.
4 сентября The Weeknd объявил, что его шестой студийный альбом получил название «Hurry Up Tomorrow». За несколько часов до концерта в Сан-Паулу была показана одна из обложек предстоящего релиза. В Сан-Паулу певец исполнил песни из новой трилогии, в том числе несколько новых песен, которые войдут в «Hurry Up Tomorrow». На сцене к Тесфайе присоединились Playboi Carti и Анитта, чтобы представить треки «Timeless» и «São Paulo». 9 сентября певец анонсировал выпуск сингла «Dancing in the Flames», который изначально считался ведущим синглом «Hurry Up Tomorrow», но в итоге не вошёл в финальную версию альбома. Сингл был выпущен 13 сентября и дебютировал на четырнадцатой строчке Billboard Hot 100. 21 сентября Weeknd выступил на музыкальном фестивале iHeart Radio в Лас-Вегасе, где снова исполнил песни из новой трилогии. 25 сентября Тесфайе объявил о выпуске песни «Timeless» с Playboi Carti в качестве первого сингла в поддержку предстоящего альбома. Спустя два дня после анонса песня стала доступна к прослушиванию и дебютировала на третьей позиции Billboard Hot 100.
5 октября начался четвёртый этап «After Hours til Dawn Tour» по Австралии. На концертах в Сиднее была представлена новая песня «Open Hearts», а также впервые был исполнен вживую трек «One of the Girls». 30 октября песня «São Paulo», записанная совместно с бразильской певицей Аниттой, была представлена как второй сингл в поддержку «Hurry Up Tomorrow». Песня записана в нехарактерном для The Weeknd жанре бразильского фанка. Сингл добрался до 43 позиции в чарте Billboard Hot 100.
5 ноября появилась новость о том, что Lionsgate получили права на психологический триллер Трея Эдварда Шульца «Последнее завтра», который станет дополнением к шестому студийному альбомау The Weeknd. В главных ролях сам Эйбел Тесфайе, который также выступил в качестве сценариста фильма, Дженна Ортега и Барри Кеоган. Позже это подтвердил Адам Фогельсон, председатель Lionsgate Motion Picture Group:
Эйбел — визионер, чьё творчество не может быть ограничено какими-то рамками. В сотрудничестве с Треем его музыкальная вселенная выходит на большой экран в психологическом триллере, который подарит поклонникам новый кинематографический опыт. Мы очень рады представить его зрителям по всему миру.
8 ноября The Weeknd был номинирован на 67-ю ежегодную премию Грэмми в категории «Лучшее исполнение мелодичного рэпа» за работу с Future и Metro Boomin «We Still Don’t Trust You». 11 ноября Тесфайе анонсировал выход музыкального клипа на песню «Open Hearts» специально для Apple Vision Pro, который стал доступен 14 ноября. 27 ноября певец объявил дату выхода своего шестого студийного альбома «Hurry Up Tomorrow» — 24 января 2025 года, а также, что 25 января состоится концерт на стадионе Роуз Боул в Пасадине, где пройдёт презентация альбома.
18 декабря Эйбел выступил в Лос-Анджелесе на эксклюзивном мероприятии от Spotify «Billions Club Live», посвящённом его песням, которые набрал миллиард прослушиваний на платформе. Певец исполнил все треки из «клуба миллиардников» (таких на тот момент было 24) и несколько песен из «Hurry Up Tomorrow». Мероприятие проходило по случаю абсолютного рекорда певца по количеству песен с миллиардом прослушиваний на Spotify и было доступно исключительно для самых больших и активных поклонников певца, которым лично разослали письма со специальной заявкой, чтобы попасть в лист ожидания.
20 декабря была объявлена дата выхода в прокат фильма «Последнее завтра» — 16 мая 2025 года. 10 января Эйбел попал на обложку январского выпуска Variety и дал интервью перед выходом нового альбома. В интервью певец рассказал о причинах расставания с образом The Weeknd и о том, что вдохновило его на создание «Hurry Up Tomorrow». 
Из-за пожаров в Лос-Анджелесе Weeknd перенёс релиз альбома на 31 января, а концерт в Пасадине был отменён. Об этом певец написал в своём Instagram:
Из уважения и заботы о жителях округа Лос-Анджелеса я отменяю концерт в Роуз Боул, первоначально запланированный на 25 января. Этот город всегда был для меня глубоким источником вдохновения, и мои мысли со всеми, кто пострадал в это трудное время. В свете этого я также решил перенести альбом на 31 января. Моё внимание по-прежнему сосредоточено на восстановлении этих сообществ и оказании поддержки этим невероятным людям, которые сейчас находятся в процессе восстановления.
Вечером 30 января The Weeknd исполнил «Open Hearts» на Jimmy Kimmel Live. Непосредственно перед выступлением он представил официальную обложку альбома, показав, что ранее известный дизайн был эксклюзивным для виниловых и CD-изданий первого тиража. 31 января Тесфайе выпустил свой шестой студийный альбом «Hurry Up Tomorrow». Среди гостей на альбоме появились Justice, Анитта, Трэвис Скотт, Florence and the Machine, Future, Playboi Carti, Джорджо Мородер и Лана Дель Рей, а в бонусном издании также приняли участие Swedish House Mafia. Трек «Dancing in the Flames», изначально объявленный лид-синглом, в конечном итоге не вошёл на альбом. «Hurry Up Tomorrow» дебютировал на вершине Billboard 200 с рекордными продажами в 490 тысяч копий, что является лучшим результатом за всю карьеру The Weeknd. 4 февраля трек «Cry for Me» был отправлен на радио и стал третьим синглом с альбома. Позже Эйбел объявил о новых датах «After Hours til Dawn Tour» по Северной Америке.
2 февраля Weeknd выступил на 67-й церемонии Грэмми, исполнив «Cry for Me» и «Timeless» с Playboi Carti. До этого певец бойкотировал премию, обвиняя её в коррупции, так как в 2021 году его альбом «After Hours» не получил ни одной номинации. Директор премии Харви Мэйсон извинился перед Эйбелом, признав свою вину и сказав, что они учли всю негативную критику и переработали систему отбора номинантов.
14 марта певец принял участие в третьем студийном альбоме Playboi Carti «Music», появившись на треке «Rather Lie». Песня достигла четвёртого места в Billboard Hot 100. 9 мая был выпущен ремикс на «Timeless» совместно с рэпершей Doechii, который получил в основном негативную реакцию в сети. В этот же день начался пятый этап «After Hours til Dawn Tour» по Северной Америке. Вместе с Эйбелом в тур поехали Майк Дин и Playboi Carti. 15 мая Тесфайе впервые посетил вечернее шоу Джимми Фэллона, где дал небольшое интервью и исполнил песни «Baptized in Fear» и «Open Hearts». 16 мая состоялась мировая премьера фильма «Последнее завтра», сценарий к которому написал Тесфайе. Фильм подвергся широкой критике, в основном негативной.

## Артистизм

### Влияния
Тесфайе называет Майкла Джексона, Принса и R. Kelly своими главными музыкальными вдохновителями. Он считает музыку Джексона ключевой в том, что побудило его стать певцом, ссылаясь в качестве примера на текст песни «Dirty Diana». На его высокий вокальный стиль оказали влияние эфиопские певцы, такие как Астер Авеке. Он вырос, слушая различные музыкальные жанры, включая соул, хип-хоп, фанк, инди-рок и пост-панк. Эйбел находится под сильным влиянием музыки 1980-х годов и приписывает видеоигре Grand Theft Auto: Vice City (2002) то, что она «открыла мне глаза» на музыку той эпохи.
Эйбел назвал Deftones одним из тех, кто повлиял при создании «House of Balloons», «Thursday» и «Echoes of Silence». Он также упоминал Лану Дель Рей, Дэвида Боуи, The Smiths, Bad Brains, Talking Heads, DeBarge, 50 Cent, Wu-Tang Clan и Эминема в качестве источников влияния и вдохновения. Когда Daft Punk объявили о своем распаде в 2021 году, Эйбел похвалил их во время интервью Variety, сказав:

Эти ребята — одна из причин, по которой я занимаюсь музыкой, поэтому я даже не могу сравнивать их с другими людьми…— 

### Продюсирование и написание песен
Песни Эйбела «построены вокруг туманного, сумеречного продюсирования» и отличаются медленными темпами, рокочущим басом и тоскливым эхом. Его музыка включает в себя семплы, которые являются нетрадиционными в R&B производстве, включая панк, шугейз, дрим-поп и альтернативный рок. Марк Хоган из Spin говорит, что семплы Эйбела, как правило, «взяты из источников, одобренных рок-критиками, хотя, как правило, в них уже присутствуют элементы его сексуальной угрозы», семплируя таких исполнителей, как Beach House, Siouxsie and the Banshees и Aaliyah. Эйбел работал в основном с продюсерами Илланджело и Доком Маккинни, которому Иэн Коэн из Pitchfork приписывает разработку «ультрасовременного R&B шаблона» совместно с артистом. На концертах Эйбел придает своим оцифрованным произведениям эстетику арены-рока, подобную сюите.
Его эмоциональные, жалобные тексты часто выражают чувство обиды и затрагивают такие темы, как секс, наркотики и вечеринки; это особенно заметно в «After Hours» и «House of Balloons». Гермиона Хоби из The Guardian характеризует песни Эйбела как «наркотически-медленные джемы» и определяет их суть следующим образом: «вечеринки — это экзистенциальный опыт, секс чреват отчуждением, и все воспринимается как нереальное и тревожное». Пол Макиннес из The Guardian заявил, что рассматривает три микстейпа Эйбела как «примерную траекторию вечеринки, афтепати и похмелья». Анупа Мистри из Toronto Standard отмечает: «на протяжении всех своих микстейпов актерский состав из лежащих на спине, обкуренных женщин-зомби… чьи ноги охотно разъезжаются после того, как их накачали веществами, и кто превращается в угрозу только тогда, когда [он] падает и чувствует себя уязвимым». Эйбел посчитал, что, исполняя вульгарные, невежественные тексты в элегантной, сексуальной манере, он отдает дань уважения R. Kelly и Принсу.

### Голос и музыкальный стиль
Эйбел часто поет фальцетом, демонстрируя соблазнительный тембр. Джей Ди Консидайн находит «трепетное качество» его пения похожим на Майкла Джексона, но пишет, что он отказывается от «сильной основы Джексона в блюзе» в пользу мелизмы с большим арабским влиянием. Эйбел обладает широким вокальным диапазоном легкого лирического тенора, который охватывает более трех октав. Его вокальный диапазон достигает своего крайнего минимума на басу F (F2) и своего пика на теноре G♯ (G♯5), с естественной тесситурой в верхней четвёртой октаве. Эйбел часто использует свой голос в голове, чтобы создать резонанс и выделить сильные высокие ноты в пределах пятой октавы. Вокал Эйбела обладает узнаваемыми эфиопскими чертами. Ханна Джиджис из Pitchfork отмечает, что «его фирменное вибрато, характерный болезненный вой, который пронизывает большую часть музыки Эйбела, заимствован из давнего эфиопского музыкального наследия мучительной тоски. Наполнение наших голосов дрожащей болью утраты — романтической или какой-либо другой — является отличительной чертой эфиопской музыкальной традиции. Эйбел, с его отрывистыми воплями и щемящей ностальгией, является молодым североамериканским дополнением к династии мелодраматичных эфиопских певцов».
Дискография Эйбела охватывает жанры R&B, поп, хип-хоп, альтернативу и новую волну. Его творчество обычно классифицируется как альтернативный R&B, благодаря его вкладу в расширение музыкальной палитры жанра за счет включения инди и электронных стилей. Мистри пишет, что его «будут подобострастно восхвалять как будущее R&B музыки — потому что Эйбел чернокожий певец, а не потому, что он создает поддающийся количественной оценке канонический R&B.» Эйбел поделился своими мыслями о главном лейбле во время интервью Time в 2015 году, заявив: «Альтернативный R&B это в моей душе. Это никуда не денется. Когда я выпустил песни из House of Balloons в 2010 году, люди сказали, что я снова сделал R&B крутым. Я предполагаю, что именно тогда был создан лейбл. Для меня большая честь, что значительная часть сегодняшней музыки вдохновлена этим, сознательно или подсознательно. Единственный способ, которым я мог бы это сделать, — это быть амбициозным и величественным». Первые три микстейпа Эйбела: «House of Balloons», «Thursday» и «Echoes of Silence» — это альтернативные R&B проекты, в основе которых, среди прочего, дрим-поп, пост-панк и трип-хоп. Его дебютный студийный альбом «Kiss Land» относится к категории R&B и dark wave. Его следующие три альбома, «Beauty Behind the Madness», «Starboy» и «After Hours», считаются R&B и поп; при этом «Starboy» использует влияние тяжелого трэпа, а «After Hours» опирается на влияние new wave и dream pop. Пятый студийный альбом Эйбела «Dawn FM» исследует жанры dance-pop и synth-pop.

### Обвинения в плагиате
В декабре 2015 года на Эйбела подал в суд Cutting Edge Music, который утверждал, что басовая партия для «The Hills» была взята из композиции, показанной в партитуре к научно-фантастическому фильму 2013 года «Машина». Утверждалось, что один из продюсеров песни отправил личное сообщение в Twitter Тому Рэйболду, композитору партитуры фильма, чтобы рассказать ему о семпле. В сентябре 2018 года на Эйбела и Daft Punk подали в суд за то, что они якобы украли ритм для «Starboy» у эфиопской поэтессы и автора песен Ясмины. Эйбел опроверг эти обвинения.
В апреле 2019 года на Эйбела подало в суд британское трио Уильяма Смита, Брайана Кловера и Скотта Маккаллоха, которые обвинили Эйбела в нарушении авторских прав из-за плагиата их песни «I Need to Love» с целью создания своей песни «A Lonely Night». Они требовали 150 000 долларов от Эйбела и Belly. В августе 2019 года иск был отклонен в упрощенном порядке с возможностью внесения поправок, при этом суд постановил, что они не смогли доказать, что Эйбел или кто-либо другой, участвовавший в создании «A Lonely Night», имели доступ к их песне или что работы были по существу схожи. В сентябре 2019 года истцы подали изменённый иск, основанный на вторичном нарушении, который всё ещё находится в стадии судебного разбирательства.
В феврале 2020 года на Эйбела и Кендрика Ламара подала в суд ныне несуществующая инди-группа Yeasayer, утверждая, что «Pray for Me» включает несанкционированный семпл их песни «Sunrise». Позже в том же году Yeasayer добровольно отклонила их иск. В сентябре 2021 года на Эйбела, Николаса Яара и Фрэнка Дюкса подали в суд за нарушение авторских прав продюсеры Суниел Фокс и Генри Стрейндж, протестуя против того, что «Call Out My Name» «поразительно [или] существенно похож, если не идентичен» их треку 2015 года «Vibeking».

### Обвинения в гомофобных текстах
В январе 2019 года Эйбел подвергся критике за некоторые тексты в его и Gesaffelstein сингле «Lost in the Fire». Второй куплет песни со строками: «Ты сказала, что тебе возможно нравятся девушки, сказала, что проходишь через фазу / Пытаешься уберечь своё сердце от боли / Что ж, детка, ты можешь привести подругу / Она может оседлать твоё лицо / Пока я буду трахать тебя» был обвинён в гомофобии и фетишизации бисексуальности, увековечивая ложь о том, что человека, который идентифицирует себя как часть сообщества ЛГБТК+, можно «превратить в гетеросексуала». Однако некоторые слушатели предположили, что текст песни на самом деле имел в виду сексуальную позицию. Эйбел спокойно разрешил спор в песне «Snowchild» из альбома «After Hours» строчками: «Каждый месяц очередное обвинение / Единственное, чего я боюсь, — это неудачи».

## Другие работы

### Роли в кино
Эйбел — киноман, и он неоднократно упоминал фильмы в своих музыкальных клипах и тизерах. 30 августа 2019 года, во время кинофестиваля в Теллуриде, он дебютировал в качестве актёра в фильме «Неогранённые алмазы». 7 марта 2020 года, во время своего третьего появления в качестве музыкального гостя в Saturday Night Live, он снялся в пародии «На диване» с актёрами Кенаном Томпсоном и Крисом Реддом. 4 мая он стал соавтором сценария и снялся в эпизоде сериала «Американский папаша». В июле он озвучил трёх персонажей в 200-м эпизоде «Робоцып». 29 июня 2021 года Эйбел объявил, что он будет соавтором сценария, исполнительным продюсером и исполнит главную роль в предстоящем телевизионном драматическом сериале HBO «Кумир» вместе со своим партнёром-продюсером Резой Фахимом и создателем «Эйфории» Сэмом Левинсоном. 20 марта 2022 года Эйбел озвучил двух персонажей в эпизоде «Симпсонов».

### Бизнес
В 2013 году Эйбел сотрудничал с компанией по производству презервативов ONE, чтобы раздавать презервативы ограниченным тиражом на своих концертах во время осеннего тура Kiss Land Fall Tour. В ноябре 2015 года он в партнёрстве с компанией по производству электронных испарителей Pax Labs выпустил испаритель ограниченной серии. Он также сотрудничал с модельером Александром Вангом при создании коллекции одежды. В 2016 году Эйбел стал креативным сотрудником и послом мирового бренда одежды Puma. Благодаря партнёрству он выпустил множество капсульных коллекций и открыл несколько всплывающих розничных магазинов.
В 2017 году Эйбел сотрудничал с розничной компанией H&M для создания их мужской коллекции. Он разорвал связи с компанией в 2018 году после расистского инцидента внутри компании. В июле 2018 года Эйбел сотрудничал с Marvel Comics, чтобы выпустить комикс, вдохновлённый его третьим студийным альбомом «Starboy». В августе он выпустил коллекцию одежды в сотрудничестве с A Bathing Ape. Вторая коллекция была выпущена в январе 2020 года.
В апреле 2019 года Эйбел стал владельцем и глобальным послом киберспортивной компании OverActive Media, которой принадлежат команды Splyce и Overwatch League Toronto Defiant.
31 августа 2020 года Эйбел в партнёрстве с TD Bank запустил Black HXOUSE, предпринимательскую инициативу в рамках инкубатора HXOUSE, где он выступает в качестве «спящего партнёра». 9 сентября премьер-министр Канады Джастин Трюдо объявил о создании совместного предприятия стоимостью около 221 000 000 долларов с HXOUSE для чернокожих канадских предпринимателей.
В марте 2021 года Эйбел выставил на аукцион коллекцию визуальных произведений искусства и неизданную песню в виде невзаимозаменяемого токена (NFT) на Nifty Gateway. В октябре он присоединился к платформе NFT Autograph футболиста Тома Брэди в качестве члена их совета директоров.

## Филантропия
После того, как в 2014 году Эйбел был удостоен премии Bikila Award за профессиональное мастерство, он пожертвовал Университету Торонто около 50 000 долларов на финансирование нового курса по Геезу, классическому языку Эфиопии. В декабре 2015 года он совместно с фондом Райана Сикреста посетил детскую больницу Атланты. В мае 2016 года, во время православной Пасхи, Эйбел пожертвовал около 50 000 долларов эфиопской православной церкви Святой Марии Тевахедо в Торонто, Канада, церкви, которую он посещал в детстве. Несмотря на то, что Эйбел ранее работал с Trump International Hotel and Tower в Торонто, он отменил запланированное выступление на Jimmy Kimmel Live!с Belly в мае 2016 года из-за присутствия тогдашнего кандидата в президенты Дональда Трампа. В августе 2016 года он профинансировал новую программу изучения Эфиопии в Университете Торонто.
В июне 2017 года Эйбел пожертвовал 100 000 долларов США Центру здоровья Сууби, медицинскому учреждению для беременных и детей в Будондо, Уганда. Он был вдохновлён поддержать центр, узнав о работе Френч Монтаны с Global Citizen и Mama Hope помочь повысить осведомлённость о Сууби и народе Уганды.
В апреле 2020 года Эйбел запустил линию немедицинских масок для лица, все вырученные средства пойдут в Фонд помощи MusiCares COVID-19, кампанию, запущенную Академией звукозаписи для помощи музыкантам, пострадавшим от пандемии COVID-19. Кроме того, Эйбел пожертвовал 500 000 долларов США MusiCares и 500 000 долларов США Сети здравоохранения Скарборо.
В августе 2016 года Эйбел пожертвовал 250 000 долларов США в фонд глобальной сети Black Lives Matter после многочисленных сообщений о жестокости полиции в Соединённых Штатах. В мае 2020 года, в ответ на убийство Джорджа Флойда и последовавшие за этим протесты, Эйбел пожертвовал 500 000 долларов США фонду глобальной сети Black Lives Matter, лагерю Колина Каперника «Знай свои права» и Национальному фонду спасения. Затем он призвал других музыкальных руководителей, крупные звукозаписывающие лейблы и потоковые сервисы также пожертвовать на это дело.
7 августа 2020 года Эйбел провёл «The Weeknd Experience», интерактивный виртуальный концерт на платформе социальных сетей TikTok, который собрал в общей сложности два миллиона зрителей, включая 275 000 одновременных зрителей. Концерт собрал более 350 000 долларов США для инициативы «Равное правосудие». Он также пожертвовал 300 000 долларов США в фонд Глобальной помощи Ливану в поддержку жертв взрыва в Бейруте. 2 ноября Университет Торонто объявил, что ему удалось достичь и превзойти свою цель по сбору средств в размере 500 000 долларов США для своей эфиопской программы, которая включала пожертвование в размере 30 000 долларов США от Эйбела. В мае 2021 года он был среди знаменитостей, выразивших большую солидарность с гражданскими лицами, погибшими во время израильско-палестинского кризиса 2021 года. 23 сентября Эйбел был удостоен гуманитарной премии Куинси Джонса на церемонии вручения премии Music in Action Awards, которая была вручена коалицией Black Music Action Coalition.

### Должность посла ВПП
4 апреля 2021 года Эйбел объявил о пожертвовании 1 000 000 долларов США через Всемирную продовольственную программу Организации Объединённых Наций (ВПП) на оказание помощи в Эфиопии людям, пострадавшим от войны в Тыграе. 9 июня он встретился с администратором Агентства Соединённых Штатов по международному развитию Самантой Пауэр, чтобы обсудить гуманитарный кризис, вызванный войной в Тыграе. Во время встречи Эйбел был проинформирован о последних событиях и обсудил способы усиления общественного давления, чтобы можно было предпринять прямые действия по оказанию помощи гражданским лицам. Эйбел был назначен послом доброй воли ООН для Всемирной продовольственной программы 7 октября. 3 марта 2022 года он в партнёрстве с ВПП запустил Гуманитарный фонд XO. Через этот фонд Эйбел пожертвует ВПП 1 доллар США с каждого проданного билета на его тур «After Hours til Dawn Tour» в дополнение к пожертвованию в размере 500 000 долларов США.

## Личная жизнь
Эйбел, как известно, очень загадочен и предпочитает держать свою личную жизнь вне поля зрения общественности. В начале своей карьеры он воздерживался от участия в интервью и вместо этого предпочитал общаться через Twitter, что объяснял застенчивостью и неуверенностью в себе. По сей день он по-прежнему непреклонен в том, чтобы не участвовать в интервью, соглашаясь на него только в редких ситуациях.
С апреля 2015 по август 2019 года Эйбел состоял в отношениях с американской моделью Беллой Хадид. Их отношения не были стабильными: они постоянно расставались и сходились.
В январе 2017 года появилась информация о том, что Эйбел встречается с популярной американской певицей Селеной Гомес. Позже эта информация подтвердилась после того, как Селена и Эйбел вместе вышли на ковровую дорожку Met Gala в мае того же года. В октябре пара рассталась.
С февраля 2022 года Эйбел встречается с Сими Хадрой, диджеем, моделью, бизнесвумен и бывшей подругой Беллы Хадид.
В январе 2015 года Эйбел был арестован за то, что якобы ударил полицейского в Лас-Вегасе после того, как его затащили в лифт, чтобы разнять драку. Он не признал себя виновным и был приговорён к пятидесяти часам общественных работ.
По состоянию на август 2021 года Эйбел проживает в Бел-Эйр, Лос-Анджелес. В 2017 году он приобрёл дом в Хидден-Хиллз, Калифорния, за 18,5 миллиона долларов, который продал Мадонне в 2021 году за 19,3 миллиона долларов. Эйбел ранее жил в пентхаусах в Вествуде, Лос-Анджелесе и Нью-Йорке.

## Награды
Эйбел получил четыре премии «Грэмми», латиноамериканскую премию «Грэмми», 20 музыкальных премий Billboard, шесть премий American Music Awards, две премии MTV Video Music Awards и 17 премий Juno Awards. Он также получил номинации на премию «Оскар» и премию «Эмми Прайм-тайм».
В октябре 2014 года Эйбел был удостоен награды Аллана Слейта на Аллее славы Канады за «положительное влияние в области музыки, кино, литературы, изобразительного или исполнительского искусства, спорта, инноваций или филантропии».
В феврале 2021 года мэр Торонто Джон Тори объявил, что город будет отмечать 7 февраля как «The Weeknd Day» в память о выступлении Эйбела в Super Bowl Halftime Show

## Дискография

### Студийные альбомы
- Kiss Land (2013)
- Beauty Behind the Madness (2015)
- Starboy (2016)
- After Hours (2020)
- Dawn FM (2022)
- Hurry Up Tomorrow (2025)

### Мини-альбомы
- My Dear Melancholy (2018)

### Микстейпы
- House of Balloons (2011)
- Thursday (2011)
- Echoes of Silence (2011)

### Концертные альбомы
- Live at SoFi Stadium (2023)

### Сборники
- Trilogy (2012)
- The Weeknd in Japan (2018)
- The Highlights (2021)

## Туры

### В качестве хедлайнера
- The Fall Tour (2012)[4]
- The Kiss Land Fall Tour (2013)[5]
- King of the Fall tour[англ.] (2014)[6]
- The Madness Fall Tour[англ.] (2015)[7]
- Starboy: Legend of the Fall Tour[англ.] (2017)
- The Weeknd Asia Tour[англ.] (2018)
- After Hours til Dawn Tour[англ.] (2022 — н.в.)[8]

### В качестве приглашенного исполнителя
- Ceremonials Tour[англ.] (с Florence and the Machine) (2012)[9]
- The 20/20 Experience World Tour (с Джастином Тимберлейком) (2013)[10]
- Would You Like a Tour?[англ.] (с Дрейком) (2014)[11]